# ذوالفقار (تشيلو)
ذوالفقار (بالفارسية: ذوالفقار) هي منطقة سكنية تقع في إيران في قسم تشيلو الريفي. يقدر عدد سكانها بـ 0 نسمة بحسب إحصاء 2016.